# 빌 머리
윌리엄 제임스 "빌" 머리(영어: William James "Bill" Murray, 1950년 9월 21일 ~ )는 미국의 배우, 코미디언, 각본가이다. 《새터데이 나이트 라이브》를 통해 방송 데뷔를 하여 첫 에미상을 수상했으며, 이후 《미트볼》(1979), 《광란의 골프장》(1980), 《괴짜들의 병영 일지》(1981), 《투씨》(1982), 《고스트버스터즈》(1984), 《스크루지》(1988), 《고스트버스터즈 2》(1989), 《밥에게 무슨 일이 생겼나》(1991), 《사랑의 블랙홀》(1993)등을 포함한 코미디 영화에 출연했다. 그는 또한 《도망자》(1990)의 공동 감독을 맡기도 했다.
머리는 이후 《사랑도 통역이 되나요?》(2003년)에 출연하며 그의 배우 경력에서 비평가들의 찬사를 얻게 하였고, 골든 글로브상, 영국 아카데미 남우주연상 수상과 더불어 아카데미 시상식 남우주연상 후보에 올랐다. 그는 또한 《고스트버스터즈》, 《맥스군 사랑에 빠지다》(1998), 《하이드 파크 온 허드슨》(2012), 《세인트 빈센트》(2014), HBO 채널의 미니 시리즈 《올리브 키터리지》(2012)등에 출연해 골든 글로브상 후보에 올랐으며, 《올리브 키터리지》에서는 또한 그의 두 번째 프라임타임 에미상 수상했다.

## 어린 시절
1950년 9월 21일 일리노이주 에번스턴에서 태어났으며, 시카고 교외 지역인 일리노이주 윌멧에서 자랐다. 그의 부모님은 우편실 직원인 어머니 루실 (Lucille, 처녀때 성 콜린스 [Collins] )과 제재 세일즈맨인 에드워드 조셉 머리 2세 (Edward Joseph Murray II)이다.
머리와 그의 일곱 자매 형제들은 아일랜드계 미국인 집안 분위기 속에서 로마 가톨릭 교도로 자랐다. 그의 3 형제인 존 머리, 조엘 머리, 브라이언 도일머리 역시도 배우이다. 자매 중 한 명인 낸시는 시에나의 가타리나를 따라 미국을 홀로 떠도는 미시간주 애드리언 도미니코 수녀회의 수녀이다. 그의 아버지가 당뇨병 합병증으로 향년 47세에 사망한 1967년 당시 빌 머리의 나이는 18세였다.
어린 시절 머리는 키트 카슨, 와일드 빌 히콕, 데비 크로켓 같은 미국의 영웅들의 아동용 전기를 읽었다. 세인트 조제프 초등학교와 로욜라 아카데미를 다녔다. 10대 시절에는 예수회 고등학교에 다닐 비용을 마련하기 위해 캐디로 일했었다. 그의 자매 중 한 명이 소아마비를 앓고 있었고 그의 어머니는 여러 차례 유산을 했었다. 10대 동안 그는 더치 마스터즈 (Dutch Masters) 라고 불리던 락 밴드의 리드 싱어였고고등학교과 지역 극장에 출연도 했었다.
졸업 후, 머리는 콜로라도 주의 덴버에 있는 리지스 대학교 의예과 과정에 등록했다. 그는 얼마 안있어 자퇴를 하고, 일리노이로 돌아갔다. 몇 십 년이 흐른 후인 2007년에 리지스 대학교는 머리에게 인문학 박사 명예 학위를 수여했다. 1970년 9월 21일, 그의 20번째 생일 때 10 파운드 (4.5kg) 가량의 대마초를 밀수하려한 혐의로 머리를 시카고 오헤어 국제공항에서 체포했었으며, 그가 주장한 바에 의하면 판매 목적이라고 한다. 마약은 그가 밀수를 하던 중에 그의 옆에 있는 손님에게 장난을 치다가 발견되었다. 머리는 유죄가 선언되어 보호관찰형에 처혀졌다.

## 생애

### 더 세컨드 시티
그의 형 브라이언 도일머리의 초청으로, 머리는 즉흥 코미디 극단인 시카고의 더 세컨드 시티(The Second City)에서 그의 코미디 생활을 시작하였고, 델 클로즈의 수업을 받았다. 1974년 그는 뉴욕으로 가 《더 내셔널 램푼 라디오 아워》(The National Lampoon Radio Hour)에 출연할 목적으로 존 벨루시에게 고용됐다.

### 새터데이 나이트 라이브
1975년 Lampoon의 오프브로드웨이 공연은 ABC 채널의 버라이어티 쇼 《새터데이 나이트 라이브 위드 하워드 코젤》의 배역이라는 그의 첫 TV 무대 배역을 맡게 해주었다. 같은 시기 NBC의 《새터데이 나이트》라는 또 다른 버라이어티 쇼가 첫 방영됐다. 카젤의 방송은 한 시즌 밖에 유지되지 못 한체, 1976년 초에 취소되고 말았다.

## 출연 작품

### 영화
| 연도   | 제목                                              | 역할                                                           | 참고 |
| ------ | ------------------------------------------------- | -------------------------------------------------------------- | --- |
| 1976년 | 넥스트 스톱 그린위치 빌리지                       | 닉 케슬 Nick Kessel                                            | Uncredited |
| 1978   | 올 유 니드 이즈 캐쉬                              | 머리 더 K Murray the K                                         | |
| 1978   | 타준: 쉐임 오브 더 정글                           | 리포터 (목소리)                                                | 영어 버전 |
| 1979   | 미트볼                                            | 트리퍼 해리슨 Tripper Harrison                                 | 후보 – 지니상 최우수 외국인 배우상 |
| 1979   | 미스터 마이크스 몬도 비디오                       | 거리의 사내                                                    | |
| 1980   | 웨어 더 버팔로 로움                               | 헌터 S. 톰슨                                                   | |
| 1980   | 더 미싱 링크                                      | 용 (목소리)                                                    | 영어 버전 |
| 1980   | 광란의 골프장                                     | 칼 스팩클러 Carl Spackler                                      | |
| 1980   | 루즈 슈즈                                         | 레프티 슈워츠 Lefty Schwartz                                   | |
| 1981   | 괴짜들의 병영 일지                                | 이병 존 윙어 Pvt. John Winger                                  | |
| 1982   | 투씨                                              | 제프 슬레이터 Jeff Slater                                      | |
| 1984   | 고스트버스터즈                                    | 피터 벤크먼 박사                                               | 후보 – 골든 글로브상 뮤지컬 코미디 영화 부문 남우주연상 |
| 1984   | 낫씽 라스츠 포에버                                | 테드 브뢰겔 Ted Breughel                                       | |
| 1984   | 면도칼의 모서리                                   | 래리 대럴 Larry Darrell                                        | 또한 각본가 |
| 1986   | 흡혈 식물 대소동                                  | 아서 덴턴 Arthur Denton                                        | |
| 1988   | 결혼의 조건                                       | 본인                                                           | Uncredited |
| 1988   | 스크루지                                          | 프랜시스 제이비어 "프랭크" 크로스 Francis Xavier "Frank" Cross | 후보 – 새턴상 남우주연상 |
| 1989   | 고스트버스터즈 2                                  | 피터 벵크먼 박사 Dr. Peter Venkman                             | |
| 1990   | 도망자                                            | 그림 Grimm                                                     | 또한 공동 연출자이자 제작자 |
| 1991   | 밥에게 무슨 일이 생겼나                           | 밥 와일리 Bob Wiley                                            | 후보 – MTV 무비 어워드 최우수 코미디 연기상 |
| 1993   | 사랑의 블랙홀                                     | 필 코너스 Phil Connors                                         | 후보 – 새턴상 남우주연상 후보—MTV 무비 어워드 최우수 코미디 연기상 |
| 1993   | 형사 매드독                                       | 프랭크 밀로 Frank Milo                                         | |
| 1994   | 에드 우드                                         | 버니 브레킨리지                                                | |
| 1996   | 킹 핀                                             | 어니 맥크래큰 Ernie McCracken                                  | |
| 1996   | 라저 댄 라이프                                    | 잭 코코런 Jack Corcoran                                        | |
| 1996   | 스페이스 잼                                       | 본인                                                           | |
| 1997   | 못말리는 첩보원                                   | 월리스 리치 Wallace Ritchie                                    | |
| 1998   | 와일드 씽                                         | 케네스 보던 Kenneth Bowden                                     | 로스엔젤레스 영화 비평가 협회상 남우조연상 |
| 1998   | 위드 프렌즈 라이트 디즈                           | 모리스 멜닉 Maurice Melnick                                    | 2005년까지 극장 개봉을 하지 않음 |
| 1998   | 맥스군 사랑에 빠지다                              | 허먼 블럼 Herman Blume                                         | 아메리칸 코미디 어워즈 영화부문 최우수 코미디 남우조연상 인디펜던트 스피릿 어워드 남우조연상 로스엔젤레스 영화 비평가 협회상 남우조연상 전미 비평가 협회상 남우조연상 뉴욕 영화 비평가 협회상 남우조연상 새틀라이트상 영화 부문 남우조연상 후보 – 시카고 영화 비평가 협회상 남우조연상 후보 – 골든 글로브상 뮤지컬 코미디 영화 부문 남우조연상 |
| 1999   | 크레이들 윌 락                                    | 토미 크릭쇼 Tommy Crickshaw                                    | 후보 – 새틀라이트상 영화 부문 남우조연상 |
| 2000   | 미녀 삼총사                                       | 존 보슬리 John Bosley                                          | 블록버스터 엔터테인먼트 어워드 액션 부문 최고 인기 남우조연상 |
| 2000   | 햄릿                                              | 폴로니우스                                                     | |
| 2001   | 오스모시스 존스                                   | 프랭크 디토르 Frank Detorre                                    | |
| 2001   | 로얄 테넌바움                                     | 롤리 세인트 클레어 Raleigh St. Clair                           | 후보 – 피닉스 영화 비평가 협회상 최우수 캐스팅상 |
| 2001   | 스피킹 오브 섹스                                  | 에즈리 스토볼 Ezri Stovall                                     | |
| 2003   | 사랑도 통역이 되나요?                             | 밥 해리스 Bob Harris                                           | 영국 아카데미 영화상 남우주연상 보스턴 영화 비평가 협회상 남우주연상 시카고 영화 비평가 협회상 남우주연상 골든 글로브상 뮤지컬 코미디 영화 부문 남우주연상 인디펜던트 스피릿 어워드 남우주연상 인터내셔널 시네필 소사이어티 어워드 남우주연상 아이오와 영화 비평가 협회상 남우주연상 로스엔젤레스 영화 비평가 협회상 남우주연상 전미 비평가 협회상 남우주연상 뉴욕 영화 비평가 협회상 남우주연상 뉴욕 영화 온라인 비평가상 남우주연상 온라인 영화 비평가 협회상 남우주연상 샌프란시스코 영화 비평가 협회상 남우주연상 새틀라이트상 뮤지컬 코미디 영화 부문 남우주연상 시애틀 영화 비평가 협회상 남우주연상 사우스이스턴 영화 비평가 협회상 남우주연상 토론토 영화 비평가 협회상 남우주연상 워싱턴 DC 지역 영화 비평가 협회 남우주연상 후보 – 아카데미상 남우주연상 후보 – 서킷 커뮤니티 어워드 남우주연상 후보 – 방송 영화 비평가 협회상 남우주연상 후보 – 댈러스-포트워스 영화 비평가 협회상 남우주연상 후보 – 인터넷 엔터테인먼트 작가 협회상 최고 인기 남우주연상 후보 – 아이리쉬 필름 텔레비전 어워드 최우수 외국인 배우상 후보 – 런던 영화 비평가 협회상 남우주연상 후보 – MTV 무비 어워드 남우주연상 후보 – 피닉스 영화 비평가 협회상 남우주연상 후보 – 미국 배우 조합상 남우주연상 후보 – 밴쿠버 영화 비평가 협회상 남우주연상 |
| 2003   | 커피와 담배                                       | 본인/웨이터                                                    | 부분: "Delirium" |
| 2004   | 가필드                                            | 가필드 (목소리)                                                | |
| 2004   | 스티브 지소와의 해저 생활                         | 스티브 지소 Steve Zissou                                       | 후보 – 방송 영화 비평가 협회상 최우수 캐스팅상 후보 – 새틀라이트상 뮤지컬 코미디 영화 부문 남우주연상 |
| 2005   | 브로큰 플라워                                     | 돈 존스턴 Don Johnston                                         | 후보 – 새틀라이트상 뮤지컬 코미디 영화 부문 남우주연상 |
| 2005   | 로스트 시티                                       | 작가                                                           | |
| 2006   | 가필드 2                                          | 가필드                                                         | |
| 2007   | 다즐링 주식회사                                   | 사업가                                                         | 카메오 |
| 2008   | 겟 스마트                                         | 에이전트 13                                                    | 카메오 |
| 2008   | 시티 오브 엠버: 빛의 도시를 찾아서                | 시장 콜                                                        | |
| 2009   | 리미츠 오브 컨트롤                                | 미국인                                                         | |
| 2009   | 판타스틱 Mr. 폭스                                 | 클리브 배저 Clive Badger (목소리)                              | |
| 2009   | 좀비랜드                                          | 본인                                                           | 스크림상 최우수 앙상블 연기상 스크림상 최우수 카메오상 후보 – 디트로이트 영화 비평가 협회 최우수 앙상블 연기상 후보 – MTV 무비 어워드 최우수 WTF 장면 상 |
| 2010   | 겟 로우                                           | 프랭크 퀸 Frank Quinn                                          | 후보 – 댈러스-포트워스 영화 비평가 협회상 남우조연상 후보 – 휴스턴 영화 비평가 협회상 남우조연상 후보 – 인디펜던트 스피릿 어워드 남우조연상 후보 – 새틀라이트상 영화 부문 남우조연상 |
| 2011   | 원초적 본능 2015                                  | 해피 섀넌 Happy Shannon                                        | |
| 2012   | 문라이즈 킹덤                                     | 미스터 비숍 Mr. Bishop                                         | 피닉스 영화 비평가 협회상 최우수 캐스팅상 2위 – 보스턴 영화 비평가 협회상 최우수 캐스팅상 2위 – 사우스이스턴 영화 비평가 협회상 최우수 앙상블 연기상 후보 – 고섬상 최우수 앙상블 캐스팅상 |
| 2012   | 어 글림프스 인사이드 더 마인드 오브 찰스 스완 3세 | 사울 Saul                                                      | |
| 2012   | 하이드 파크 온 허드슨                             | 프랭클린 D. 루스벨트                                           | 후보 – 디트로이트 영화 비평가 협회상 남우주연상 후보 – 골든 글로브상 뮤지컬 코미디 영화 부문 남우주연상 |
| 2014   | 모뉴먼츠 맨: 세기의 작전                          | 병장 리처드 캠블 Sgt. Richard Campbell                         | |
| 2014   | 그랜드 부다페스트 호텔                            | M. 이반 M. Ivan                                                | 후보 – 미국 배우 조합상 영화 부문 캐스팅상 |
| 2014   | 세인트 빈센트                                     | 빈센트 맥케나 Vincent MacKenna                                 | 후보 – 골든 글로브상 뮤지컬 코미디 영화 부문 남우주연상 후보 – 크리틱스 초이스 영화상 코미디 부문 남우주연상 |
| 2014   | 덤 앤 더머 투                                     | 아이스 픽 Ice Pick                                             | 카메오 |
| 2015   | 알로하                                            | 카슨 웰치 Carson Welch                                         | |
| 2015   | 락 더 카스바                                      | 리치 랜츠 Richie Lanz                                          | |
| 2016   | 정글북                                            | 발루 (목소리)                                                  | 후보 – 피플스 초이스상 - 최고 인기 애니메이션 영화 성우 |
| 2016   | 고스트버스터즈                                    | 마틴 하이스 박사 Dr. Martin Heiss                              | |
| 2018   | 개들의 섬                                         | 보스 (목소리)                                                  | |
| 2019   | 데드 돈 다이                                      | 클리프 로버트슨                                                | |
| 2019   | 좀비랜드: 더블 탭                                 | 본인                                                           | |
| 2020   | 온 더 록스                                        | 펠릭스                                                         | |
| 2021   | 프렌치 디스패치                                   | 아서 호위처 주니어                                             | |
| 2021   | 고스트버스터즈 라이즈                             | 피터 뱅크먼 박사                                               | |
| 2022   | 지상 최대 맥주배달 작전                           | 대령                                                           | |
| 2024   | 고스트버스터즈: 오싹한 뉴욕                       | 피터                                                           | |
| 2025   | 페니키안 스킴                                     | 신                                                             | |

### TV
| 연도    | 제목                    | 역할                                    | 참고 |
| ------- | ----------------------- | --------------------------------------- | --- |
| 1977–80 | 새터데이 나이트 라이브  | 여러 역할                               | 에피소드 70편 Primetime Emmy Award for Outstanding Writing for a Variety, Music or Comedy Program (1977) Nominated – Primetime Emmy Award for Outstanding Variety, Music or Comedy Series (1979)                                                                                    |
| 1981    | 새터데이 나이트 라이브  | 본인 (호스트)                           | 에피소드 2편 "Bill Murray/Delbert McClinton" (March 7) "Bill Murray/The Spinners/The Whiffenpoofs" (December 12) |
| 1982    | 세컨드 시티 텔레비전    | 여러 역할                               | 에피소드: "Days of the Week, The/Street Beef" |
| 1983    | 스웨어 펙즈             | 교사                                    | 에피소드: "No Substitutions" |
| 1987    | 새터데이 나이트 라이브  | 본인 (호스트)                           | 에피소드: "Bill Murray/Percy Sledge" |
| 1993    | 새터데이 나이트 라이브  | 본인 (호스트)                           | 에피소드: "Bill Murray/Sting" |
| 1999    | 새터데이 나이트 라이브  | 본인 (호스트)                           | 에피소드: "Bill Murray/Lucinda Williams" |
| 1999    | 새터데이 나이트 라이브  | 본인 / 다양한 역할                      | 에피소드: "25th Anniversary Special" |
| 2002    | The Sweet Spot          | 본인                                    | |
| 2013–14 | 알파 하우스             | 버넌 스미츠 의원 Senator Vernon Smits   | 에피소드 3편 |
| 2014    | 올리브 키터리지         | 잭 케니슨 Jack Kennison                 | 에피소드 3편 Critics' Choice Television Award for Best Supporting Actor in a Movie/Miniseries Primetime Emmy Award for Outstanding Supporting Actor in a Limited Series or a Movie Nominated – Golden Globe Award for Best Supporting Actor – Series, Miniseries or Television Film |
| 2015    | 새터데이 나이트 라이브  | 본인 / 다양한 역할                      | 에피소드: "40th Anniversary Special" |
| 2015    | 팍스 앤 레크리에이션    | 월터 건더슨 시장 Mayor Walter Gunderson | 에피소드: "Two Funerals" |
| 2015    | 어 베리 머리 크리스마스 | 본인                                    | TV 영화 공동 각본가이자 총괄 제작자 Nominated—Screen Actors Guild Award for Outstanding Performance by a Male Actor in a Miniseries or Television Movie |
| 2016    | 엔지 트라이베카         | 빅 디킨스 Vic Deakins                   | 에피소드: "Tribeca's Day Off" |
| 2016    | 바이스 프린시펄스       | 웰리스 교장 Principal Welles            | 에피소드: "The Principal" |

| 연도 | 제목                            | 역할             |
| ---- | ------------------------------- | ---------------- |
| 2009 | 고스트버스터즈 : 더 비디오 게임 | 피터 벤크먼 박사 |
| 2015 | 레고 디멘션즈                   | 피터 벤크먼 박사 |

| 연도 | 제목        | 역할                  |
| ---- | ----------- | --------------------- |
| 1975 | 판타스틱 포 | 휴먼 토치 / 조니 스톰 |

## 수상 경력
- 1977년 제29회 에미상 버라이어티, 음악/코미디프로그램부문 엔터테이너상
- 1985년 헤이스티 푸딩 씨어트리컬 올해의 남성상
- 1998년 아메리칸코미디어워즈 가장재미있는 남자조연배우상
- 1998년 제63회 뉴욕비평가협회상 남우조연상
- 1998년 제3회 새틀라이트시상식 뮤지컬/코미디부문 남우조연상
- 1999년 온라인영화&텔레비전협회상 뮤지컬/코미디부문 남우주연상
- 1999년 제14회 인디펜던트스피릿어워드 남우조연상
- 1999년 제24회 LA비평가협회상 남우조연상
- 1999년 제33회 전미비평가협회상 남우조연상
- 1999년 론 스타 필름&텔레비전 어워즈 남우조연상
- 2000년 블록버스터엔터테인먼트어워즈 액션영화부문 가장좋아하는 남자조연배우상
- 2003년 남동부비평가협회상 남우주연상
- 2003년 제2회 워싱턴비평가협회상 남우주연상
- 2003년 샌프란시스코비평가협회상 남우주연상
- 2003년 시애틀비평가협회상 남우주연상
- 2003년 제68회 뉴욕비평가협회상 남우주연상
- 2003년 뉴욕온라인비평가협회상 남우주연상
- 2003년 제8회 새틀라이트시상식 뮤지컬/코미디부문 남우주연상
- 2003년 제16회 시카고비평가협회상 남우주연상
- 2003년 제24회 보스턴비평가협회상 남우주연상
- 2004년 제61회 골든글로브시상식 뮤지컬/코미디부문 남우주연상
- 2004년 골드더비어워즈 영화부문 남우주연상
- 2004년 제38회 전미비평가협회상 남우주연상
- 2004년 제29회 LA비평가협회상 남우주연상
- 2004년 루와비평가협회상 남우주연상
- 2004년 유타비평가협회상 남우주연상
- 2004년 온라인영화비평가협회상 남우주연상
- 2004년 토론토비평가협회상 남우주연상
- 2004년 AARP어워즈 남우주연상
- 2004년 인터네셔널사인필리비평가협회상 남우주연상
- 2004년 빌리지 보이스 필름 폴 어워즈 남우주연상
- 2004년 제19회 인디펜던트스피릿어워드 남우주연상
- 2004년 제57회 영국아카데미시상식 남우주연상
- 2004년 U.S.코미디아트페스티벌 코미디영화부문 배우상
- 2005년 센트조어디어워즈 외국남자배우상
- 2009년 토리노필름페스티벌 남우주연상
- 2010년 스크림어워즈 최고의 카메오상
- 2012년 여성영화비평가협회상 영화 속 커플상
- 2014년 라스베가스비평가협회상 평생공로상
- 2015년 온라인영화&텔레비전협회상 TV미니시리즈부문 남우조연상
- 2015년 제5회 크리틱스초이스텔레비전어워즈 TV영화/미니시리즈부문 남우조연상
- 2015년 제67회 에미상 리미티드시리즈/영화부문 남우조연상